# Sansueña
Sansueña es el tercer disco del cantautor uruguayo Eduardo Darnauchans. Fue publicado en vinilo por el sello Sondor en 1978. 

## Antecedentes
Darnauchans, a diferencia de muchos de sus contemporáneos, no había tenido que exiliarse durante la dictadura cívico-militar que regía desde 1973. Sin embargo, igualmente era perseguido por el régimen y se le impedía presentarse aleatoriamente. 
En sus dos anteriores discos, Darnauchans había musicalizado textos ajenos con estilo de balada, folk y blues. Poesías que, en principio estaban alejadas de los formatos pop y que eran complejas. En este trabajo continúa ese rumbo.

## Estilo musical
Se trata de un álbum «oscuro», donde la muerte y hasta el suicidio aparece frecuentemente como protagonista, pero que a la vez tiene un espíritu de lucha contra la adversidad. 
Una parte importante del álbum continúa la línea acústica de sus dos trabajos anteriores, pero se incorpora aquí un sonido roquero. Para esto, la presencia de Jorge Galemire, que ofició como areglador y se encargó de la mayoría de los instrumentos, fue fundamental.
Es uno de los principales álbumes del autor. En él están contenidas algunas de sus canciones más populares: Final, Cápsulas, El instrumento y Memorias de Cecilia. Además, este álbum resume todas las vetas de Darnachauns como intérprete: su inspiración del cancionero ibérico-sefradí (Anónimo, Miente), la de «baladista afrancesado» (He olvidado la noche), la de folclorista (Décimas de la paloma, De despedida) y la de «proto-roquero» (En un rock and roll, Cápsulas).
En lo musical, Darnachauns dio un salto en la manera de cantar, aplicando reiteradamente los melismas en las vocales finales de los versos, y bajando a graves conmovedores.

## Lista de canciones
| Lado A |                                             |                                             |          |  |
| N.º    | Título                                      | Escritor(es)                                | Duración |  |
| 1.     | «Final»                                     | Víctor Cunha - Eduardo Darnauchans          |          |  |
| 2.     | «Cápsulas»                                  | José Asunción Silva - Eduardo Darnauchans   |          |  |
| 3.     | «Canción del espacio y el tiempo»           | Porfirio Barba Javob - Eduardo Darnauchans  |          |  |
| 4.     | «Décima de la paloma»                       | Washington Benavides - Eduardo Darnauchans  |          |  |
| 5.     | «Ni siquiera las flores»                    | Alicia Miralles - Eduardo Darnauchans       |          |  |
| 6.     | «Los reflejos»                              | Washington Benavides - Eduardo Darnauchans  |          |  |
| 7.     | «Cuando escucho una canción de los Beatles» | C. Rodríguez - Eduardo Darnauchans          |          |  |
| 8.     | «Miente»                                    | Francisco A. de Icaza - Eduardo Darnauchans |          |  |

| Lado B |                                                   |                                            |          |  |
| N.º    | Título                                            | Escritor(es)                               | Duración |  |
| 1.     | «El instrumento»                                  | Washington Benavides - Eduardo Darnauchans |          |  |
| 2.     | «El nudo desatado»                                | Washington Benavides - Eduardo Darnauchans |          |  |
| 3.     | «Anónimo»                                         | Siglo XV español - Eduardo Darnauchans     |          |  |
| 4.     | «De despedida»                                    | Víctor Cunha - Eduardo Darnauchans         |          |  |
| 5.     | «Soberbia»                                        | Porfirio Barba Javob - Eduardo Darnauchans |          |  |
| 6.     | «Memorias de Cecilia»                             | Eduardo Darnauchans                        |          |  |
| 7.     | «He olvidado la noche»                            | Antoine                                    |          |  |
| 8.     | «En un rock and roll»                             | Washington Benavides - Eduardo Darnauchans |          |  |
| 9.     | «Poema para ser grabado en un disco de fonógrafo» | E. González Lanuza                         |          |  |

## Reediciones
Fue reeditado en CD por el sello Sondor en 1997 y 2010.